# LARS
Il LARS (Leichtes Artillerie-Raketen-System), acronimo di sistema d'artiglieria leggera a razzo, è un lanciarazzi multiplo che venne realizzato dalla Germania Occidentale, con l'entrata in servizio nel 1969.
Esso era certamente una risposta ai lanciarazzo sovietici, e originariamente veniva montato su di un autocarro blindato.
Designato anche come raketenwerfer 110SF, esso venne dato in carico alle divisioni, sotto forma di 1 batteria da 8 lanciatori, con 2 radar di controllo del tiro tipo Fieldguard, su veicolo 4x4, e un autocarro di rifornimento per 144 razzi. Si trattava in verità di una dotazione assai modesta, se si considera che il materiale non era molto potente e che il gruppo presente nelle divisioni sovietiche era dato da 3 batterie per un totale di 18 lanciatori.
Il LARS, mai esportato, era installato su un grosso veicolo MAN 6x6 leggermente blindato, ma poi nel modello LARS II(un modello migliorato) è stato installato (non è chiaro se i lanciatori siano stati spostati dai vecchi veicoli oppure si tratti di lanciatori nuovi) su ben più moderni autocarri MAN da 7 tonnellate 6x6, comprendeva 36 razzi suddivisi in 2 sezioni da 18, leggermente protette da una scatola metallica, con 2 martinetti abbassabili dietro il veicolo onde stabilizzarlo.
La dotazione di armi comprendeva quella con 5 mine anticarro AT-2, designata DM-711, la testata con HE (DM-21), la DM-701 con 8 mine AT tipo AT-1, più piccole. La gittata era di 6–14 km.
L'esercito tedesco aveva ben 209 LARS sebbene quelli dati alle unità di prima linea fossero verosimilmente solo 80.
È stato sostituito dall'MLRS.
Tutti i sistemi sono stati venduti alla Grecia, al Portogallo e alla Turchia, dove senza dubbio continueranno a servire per molti anni.